# 比利亚雷霍-佩列斯特万
比利亚雷霍-佩列斯特万，是西班牙卡斯蒂利亚-拉曼恰昆卡省的一个市镇。总面积33平方公里，总人口526人（2001年），人口密度16人/平方公里。